# Великий Гетсбі (фільм, 1949)
«Великий Гетсбі» (англ. The Great Gatsby) — американська мелодрама 1949 року режисера Елліотта Наджента та продюсера Річарда Майбаума за сценарієм Річарда Майбаума та Кирила Юма. Фільм заснований на романі «Великий Гетсбі» Френсіса Скотта Фіцджеральда. Композитор фільму Роберт Долан, оператор Джон Френсіс Сайц.
Ролі виконали Алан Ледд, Бетті Філд, Макдональд Кері, Рут Хассі, Баррі Салліван, Шеллі Вінтерс і Говард да Сілва, який пізніше з'являється у екранізації 1974 року.

## В ролях
- Алан Ледд — Джей Гетсбі
- Бетті Філд — Дейзі Б'юкенен
- Макдональд Кері[en] — Нік Керравей
- Рут Хассі[en] — Джордан Бейкер
- Баррі Салліван[en] — Том Б'юкенен
- Шеллі Вінтерс — Міртл Вілсон
- Говард да Сілва[en] — Джордж Вілсон
- Еліша Кук (молодший)[en] — Юінг Кліпспрінгер
- Ед Беглі — Мирон Люпус
- Генрі Галл[en] — Ден Коді
- Вальтер Граза[en] — Кінселла
- Тіто Вуоло[en] — Мавроміхаліс
- Джек Ламберт[en] — Ріба
- Діана Ненсі — Памела

## Зйомки
Алан Ледд, Річард Майбаум та Кирило Юм в 1946 році оголосили про намір зняти фільм. Проте, зйомки переносились кілька років, як повідомляється, через побоювання цензури.
Джин Тірні підписала договір з Paramount Pictures для зйомок у ролі Дейзі. Тайрон Павер очікував, що він буде грати головну роль разом з Джин Тірні. Елліотт Наджент і продюсер Річард Майбаум побоювались, що краса Тірні відволікала б від образу Дейзі. Тірні була виключена зі зйомок, і через це Павер відмовився від зйомок у фільмі.
Джон Ферроу, який зняв ряд фільмів з Аланом Леддом, був спочатку призначений режисером, але він покинув проект після розбіжностей з Майбаумом щодо підбору акторів. Його замінили на Елліотта Наджента.
Це була другий екранізація роману, після німої версії 1926 року (на сьогодні фільм вважається втраченим, бо не відомо, чи збереглися записи до сьогодні). У 2012 році було перевидано фільм 1949 року.